# 耶日·杜辛斯基
耶日·杜辛斯基（波蘭語：Jerzy Duszyński，1949年3月6日—），男，波兰生物化学家，波兰科学院院士，欧洲科学院院士，中国科学院外籍院士。曾任波兰科学院院长。